# Gunung Sigogo
Gunung Sigogo är ett berg i Indonesien.   Det ligger i provinsen Aceh, i den västra delen av landet, 1 600 km nordväst om huvudstaden Jakarta. Toppen på Gunung Sigogo är 1 458 meter över havet.
Terrängen runt Gunung Sigogo är bergig åt nordväst, men åt sydost är den kuperad.Runt Gunung Sigogo är det glesbefolkat, med 11 invånare per kvadratkilometer. I omgivningarna runt Gunung Sigogo växer i huvudsak städsegrön lövskog.